# Ginecomàstia
La ginecomàstia és el desenvolupament anormal dels dos pits per creixement de les glàndules mamàries en els homes, a causa d’un desequilibri hormonal entre estrògens i andrògens. El terme prové del grec γυνή gyné que significa "dona" i μαστός mastós que significa "mama".
Aquest signe pot ocórrer fisiològicament en els nadons (a causa de les hormones femenines de la mare). En els nois adolescents la malaltia és sovint una font d'angoixa, però per a la gran majoria d'ells, la ginecomàstia no es deu a l'obesitat, es redueix el desenvolupament dels pits o desapareix en un parell d'anys.
Les causes de la ginecomàstia habitual segueixen sent incertes, encara que en general ha estat atribuïda a un desequilibri de les hormones sexuals, o la capacitat de resposta del teixit a elles, la causa rares vegades s'aclareix pels casos en concret. L'afecció també pot ser causada per un desequilibri dels efectes estrogènics i androgènics al pit, el que ocasiona un augment de l'acció de l'estrogen sense oposició o en el teixit mamari. Aproximadament el 4-10% dels casos de ginecomàstia es deu als fàrmacs. L'espironolactona és una causa comuna, la inducció de ginecomàstia apareix el 10% dels que el reben com a tractament per a la insuficiència cardíaca.
La prominència de la mama pot ser conseqüència de la hipertròfia del teixit glandular, del teixit adipós (greix) i de la pell, i sol ser una combinació. Quan la importància del creixement de la mama es deu únicament a excés de teixit adipós se sol anomenar pseudoginecomastia o, de vegades, adipomàstia.
S'ha trobat que medicaments com els inhibidors de l'aromatasa són eficaços.

## Causes

### Fisiològiques
En l'home, la ginecomàstia és freqüent durant tres fases de la vida: en el nounat, adolescència i senectut i en la majoria de casos es correspon a una situació que podríem considerar "fisiològica" i secundària a un nivell de estrògens important. En el cas del nadó i de l'adolescència és transitori i en el cas de la senectut és proporcional al declivi nivell androgènic.

### Patològiques

#### Fàrmacs
S'estima que aproximadament el 10-25% dels casos resulten de l'ús de medicaments, coneguts com a ginecomàstia no fisiològica.
Entre els medicaments que se sap que causen ginecomàstia s'inclouen cimetidina, ketoconazole, anàlegs hormonals alliberadors de gonadotropines, hormona del creixement, gonadotropina coriònica humana, inhibidors de la 5α-reductasa (com finasterida i dutasterida), alguns estrògens que s'utilitzen per al càncer de pròstata i antiandrògens (com la bicalutamida i la flutamida), i l'espironolactona.
Medicaments que probablement s'associen a la ginecomàstia inclouen blocadors dels canals de calci com el verapamil, l'amlodipina i la nifedipina; risperidona, olanzapina, esteroides anabòlics, alcohol, opioides, efavirenz, agents alquilants i omeprazole. S'han notificat casos amb la presa de digoxina i furosemida, i és més probable la ginecomàstia si es prenen tots dos.
Alguns components dels productes per a la cura de la pell personal, com ara l'oli essencial d'espígol o l'oli d'arbre de te s'han associat a la ginecomàtia.

#### Malalties cròniques
Les persones amb insuficiència renal solen estar desnodrides, cosa que pot contribuir al desenvolupament de la ginecomàstia. La diàlisi pot atenuar la desnutrició de la insuficiència renal. A més, molts pacients amb insuficiència renal experimenten un desequilibri hormonal a causa de la supressió de la producció de testosterona i el dany testicular causat per alts nivells d'urea, també conegut com a hipogonadisme associat a la urèmia.
En individus amb insuficiència hepàtica o cirrosi, la capacitat del fetge per metabolitzar adequadament hormones com els estrògens es pot veure afectada. A més, les persones amb malaltia hepàtica alcohòlica es posen en risc de desenvolupar ginecomàstia; l'etanol pot alterar directament la síntesi de testosterona i la presència de fitoestrògens en begudes alcohòliques també pot contribuir a una proporció més alta d'estrògens a testosterona. Condicions que poden causar malabsorció, com ara fibrosi quística o colitis ulcerosa, també poden produir ginecomàstia.
Es pot observar una petita proporció de casos de ginecomàstia masculina amb trastorns hereditaris rars com l'atròfia muscular espinal i bulbar i la síndrome d'excés d'aromatasa molt rara.

#### Tumors
Els testiculars com el tumor de cèl·lules de Leydig o tumor de cèl·lules de Sertoli (com en la síndrome de Peutz-Jeghers) o el coriocarcinoma que segrega hCG poden provocar ginecomàstia. Altres tumors, com ara tumors suprarenals, tumors hipofisaris (com un prolactinoma) o càncer de pulmó, poden produir hormones que alteren l'equilibri hormonal masculí-femení i causen ginecomàstia. Les persones amb càncer de pròstata tractades amb privació androgènica poden presentar ginecomàstia.

## Diagnòstic
La majoria dels casos de ginecomàstia no requereixen proves diagnòstiques.
Se sol diagnosticar per una història exhaustiva i un examen físic. Entre els aspectes importants de l'examen físic s'inclouen l'avaluació del teixit mamari masculí amb palpació per avaluar la possibilitat de càncer de mama i la pseudoginecomàstia, l'avaluació de la mida i el desenvolupament del penis, l'avaluació del desenvolupament testicular i una avaluació de masses que susciten sospita de càncer testicular i desenvolupament adequat de característiques sexuals secundàries com la quantitat i distribució de pèl púbic i de les aixelles.
Pot haver-se de descartar patologia tumoral productora d'estrògens o β HCG, valorar l'activitat de l'eix gonadal masculí i considerar el balanç andrògens/estrògens: β HCG, testosterona, globulina d'unió a hormones sexuals (SHBG), estradiol, LH, FSH.